# Kapacytacja
Kapacytacja, uzdatnienie – proces zmian zachodzących w plemniku w drogach rodnych samicy umożliwiający zapłodnienie. Prawdopodobnie występuje u większości zwierząt. Stwierdzono ją u skorupiaków, szczękoczułkowców, sześcionogów i ssaków, a pewne zjawiska analogiczne także u innych kręgowców, osłonic i jeżowców.

## Kręgowce
Wśród kręgowców brak pełnej zdolności do zapłodnienia oocytu jest cechą świeżo ejakulowanych plemników ssaków.
Plemnik, opuszczający organizm męski w procesie ejakulacji nie może jeszcze w takiej formie doprowadzić do zapłodnienia. Jego główkę powleka wtedy wydzielina pochodząca z najądrzy i przewodów wyprowadzających, składająca się między innymi z sialoglikoprotein i sulfoglicerolipidów. Glikokoniugaty te modyfikują jego błonę komórkową, tworząc specyficzny glikokaliks. Zasłania on posiadane przez plemnik receptory służące połączeniu z komórką jajową. Sawicki wymienia wśród tych receptorów fertylinę, galaktozylotranferazę, kinazę receptora plemnika, sp56 i glikoproteinę PH20. Plemnik musi dostać się do układu rozrodczego kobiety, gdzie zajdzie proces kapacytacji, który uzdatni go do zapłodnienia, przygotowując do reakcji akrosomalnej. W przeciwnym razie nie będzie się mógł połączyć się z komórką jajową.
Wydzielina śluzówki pokrywająca szyjkę macicy (czop śluzowy szyjki macicy, wydzielina szyjki odgrywa tutaj największą rolę) i trzon macicy, a być może również i jajowód zawiera hydrolazy. Enzymy te uwalniają błonę komórkową plemnika od rzeczonych glikoprotein, rozkładając je. Odsłonięciu ulegają natomiast enzymy przeprowadzające reakcję akrosomalną, a także miejsca receptorowe odpowiedzialne za rozpoznawanie czynników chemotaktycznych. Ponadto zmianie ulega struktura i skład chemiczny błony komórkowej plemnika. Spada w niej ilość cholesterolu, przez co błona biologiczna staje się bardziej płynna. Pomaga jej to zlać się z dwuwarstwową błoną lipidową komórki jajowej. Ważną rolę pełni tutaj wzrost przepuszczalności tej błony biologicznej dla kationu wapniowego, uczestniczącego w rozpoczynaniu reakcji akrosomalnej, która przebiega po dotarciu plemnika do osłonki przejrzystej. Kapacytacja zwiększa również ruchliwość plemników. 
Kapacytacja jest swoista gatunkowo. Oznacza to, że aby zaszła, plemnik musi znaleźć się w drogach rodnych samicy tego samego gatunku. U człowieka proces kapacytacji trwa 3-7 godzin, u myszy w warunkach in vivo około 1 godziny, a u królika około 5-6 godzin. U ptaków, prawdopodobnie również u niektórych gadów, kapacytacja nie jest konieczna do zapłodnienia jaja.
Po zakończeniu kapacytacji, co ma miejsce w cieśni jajowodu plemniki pozostają związane z nabłonkiem do momentu owulacji. Większości plemników ssaków przechodzi w tym czasie proces hiperaktywacji, który prowadzi do zwiększenia ich aktywności ruchowej. Dopiero po nim są w stanie uwolnić się z nabłonka cieśni jajowodu. 
Negatywnie na kapacytację wpływa obecność komórek zapalnych w śluzie szyjkowym, jak również przeciwciał swoistych dla plemników.
Plemniki niedojrzałe nie są w stanie same dotrzeć do komórki jajowej i zapłodnić jej. Można ich natomiast użyć w procesie zapłodnienia in vitro, gdyż mogą dysponować nieuszkodzonym materiałem genetycznym, co wiąże się z możliwością dochowania się zdrowego potomstwa. Niedostatek ich ruchliwości omija się, wprowadzając je mikropipetą pod osłonkę przejrzystą bądź wprost do cytoplazmy komórki jajowej.

## Stawonogi
Występowanie kapacytacji stwierdzono u szeregu gatunków owadów, a także innych stawonogów z odległych grup taksonomicznych, co świadczyć może o powszechności zjawiska. Dla samców większości gatunków posiadanie nieczynnego nasienia, które ulega uzdatnieniu w odpowiednich warunkach, wydaje się korzystnym biologiczne.
U wielu grup stawonogów nasienie przekazywane jest samicy w formie spermatoforu. U owadów najbardziej widoczne zmiany zachodzą w plemnikach gdy, wciąż jeszcze zagregowane, opuszczają spermatofor.

### Owady
U pasikonikowatych najpierw następuje rozpuszczenie wiążących plemniki glikoprotein i uwolnienie ich, a następnie usunięcie glikokaliksu. Proces zajmuje 6 godzin od inseminacji w pierwszej części spermateki i ponad 15 godzin od inseminacji w kolejnej. Do uzdatnienia plemników wymagana jest obecność proteazy uwalniającej argininę i cAMP.
U samców motyli występują równocześnie dwa typy plemników: jądrowe (eupyrene) i bezjądrowe (apyrene), z których oba osiągają spermatekę samicy, ale tylko pierwszy typ uczestniczy w zapłodnieniu jaj. Obie formy są wymagane do kapacytacji, gdyż rozbicie pakietów plemników jądrowych zachodzi tylko przy współudziale bezjądrowych. W organizmie samicy specyficzna proteaza jednocześnie trawi glikoproteinową otoczkę błony wici oraz uwalnia z obecnych w spermie białek argininę, która następnie metabolizowana do kwasu α-ketoglutarowego. Obecność tego kwasu w środowisku jest preferowana przez plemniki. W procesie kapacytacji bierze również udział cAMP. U jedwabników z rodzaju Bombyx pakiety plemników jądrowych robią wrażenie rozbijanych fizyczną aktywnością plemników bezjądrowych.
U muchówek znaczne zmiany morfologiczne plemników w organizmie samicy obserwowano już w 1966 roku u Sciara coprophila. U gatunków z rodzaju Musca w procesie kapacytacji plemnik traci błonę komórkową z główki oraz większość materiału ziarnistego z akrosomu.

### Pajęczaki
Wśród roztoczy kapacytację stwierdzono u różnych grup dręczy, u których występują plemniki wakuolarne (Opilioacarida, Holothyrida, kleszcze i większość żukowców). Zachodzi ona w spermatoforze lub drogach rozrodczych samicy i polega na otwarciu wakuoli i wynicowaniu plemnika.
U kleszczowatych kapacytacja zachodzi on po przedostaniu się endospermatoforu do receptaculum seminalis. Dojrzewanie plemników uruchamiane jest jeszcze w spermatoforze za pomocą jednego lub większej ilości polipeptydów obecnych w spermie. Po wydostaniu się z niego plemników do dróg rozrodczych samicy na plemniki oddziaływać zaczyna wydzielina jej gruczołów dodatkowych. Zawarte w niej białko o wadze około 12,5 tys. Da powoduje otwarcie wieczka na plemniku. Następnie następuje wynicowanie części plemnika tak, że w pełni rozciągnięty ma jądro i akrosom na "końcu tylnym", zaś buławkowaty koniec przedni pokrywa się licznymi listewkami. Obok zmian morfologicznych następują także molekularne, które uczynniają fibryle. Skurcze tych włókienek następują w przedniej części plemnika i są przenoszone na całą jego długość, umożliwiając mu przemieszczanie się ruchem ślizgowym, bez asysty ze strony jajowodów czy jajników. Podobnie proces ten wygląda u obrzeżkowatych, przy czym uzdatnione plemniki są u nich magazynowane nie w receptaculum seminalis, lecz w macicy.
Wśród pająków proces uzdatniania nasienia badano m.in. u Nephila clavipes. W przypadku tej prządki kapacytacja objawia się zmianami morfologicznymi plemników (przejściem ze stanu otorbionego do opatrzonego wicią), ich aglutynacją, a także wpływa na wydłużenie okresu między ostatnią wylinką a złożeniem jaj u samic zaplemnionych później po osiągnięciu dojrzałości.

### Skorupiaki
Proces kapacytacji badano u różnych pancerzowców, np. krewetek Sicyonia ingentis oraz z rodzaju Litopaenus. U raka błotnego proces ten następuje w trzech etapach i obejmuje zarówno zmiany w plemnikach jak i przemiany morfologiczne trójwarstwowej ściany spermatoforu. Białka prawdopodobnie uczestniczące w kapacytacji i reakcji akrosomowej znaleziono również u raka sygnałowego.

## Kapacytacja a zapłodnienie zewnętrzne
Definicja kapacytacji obejmuje zmiany zachodzące w plemnikach w organizmie samicy, jednak termin ten bywa stosowany w szerszym sensie, obejmując podobne zjawiska u zwierząt o zapłodnieniu zewnętrznym. U jeżowców, osłonic i niektórych innych bezkręgowców uwolnione przez samicę niezapłodnione jaja wydzielają substancje, które uzdatniają początkowo niezdolne do zapłodnienia plemniki. U ryb i płazów bezogonowych plemniki po spermatogenezie również mogą być niezdolne do zapłodnienia i w tej formie magazynowane. U ryb ulegają one fizjologicznemu uzdatnieniu poprzez uwodnienie wydzieliną vasa efferntia zwaną mleczem, co również bywa określane kapacytacją. Funkcję uzdatniającą pełnić może również samo wydostanie się do środowiska wodnego.